# Свинья на радуге
«Свинья на радуге» — дебютный студийный альбом группы «ДДТ», записанный и изданный самой группой в 1982 году. Позже вышел на компакт-дисках и магнитофонных кассетах.
Пробная запись 1980—1981 годов из 9 композиций получила название «ДДТ-1» (другие названия — «Инопланетянин» и «Дуст»).

## Об альбоме

### Культурная жизнь
В Уфе 1970-х годов популярными являлись песни The Beatles, Creedence Clearwater Revival, Christie, Джими Хендрикса, Джорджа Бенсона, Джеффа Бека, King Crimson, Deep Purple. В городе была улица Ленина — «Бродвей», где собирались молодые люди и обменивались дисками и информацией. Распространялась литература (например, «1984» Джорджа Оруэлла), за которую давали 8 лет, если это найдут при обыске. В каждом домоуправлении и школе числилось 2—3 вокально-инструментальных ансамбля, которые играли ночами «Битлз» с неправильной гармонией, являясь самыми желанными гостями в любой компании. По радио и телевидению транслировали классическую музыку, марши, официальную советскую песню или французскую и итальянскую эстраду, в 1981 году заметным событием стала речь Л. И. Брежнева на XXVI съезде КПСС.
Указ Министерства культуры СССР разрешал вокально-инструментальным ансамблям исполнять не больше одной-двух иностранных песен из дружественных стран — например, Польши или Венгрии. Рустем Асанбаев: «Бывало, играем мы на танцах, а нас очередной худсовет выслушивает. Услышит что-нибудь, явно не относящееся к нашей тогдашней эстраде, так переполошится. „Это вы что тут антисоветскую музыку играете?“ Приходилось хитрить. „Как это антисоветскую? Это же песня известного венгерского композитора Джими Хендрикса! Ещё в нашем репертуаре есть произведение видного польского композитора Роллинга Стоунза“. И ничего, выкручивались».

### Формирование состава
В 1980 году в уфимском телецентре познакомились клавишник Владимир Сигачёв и Юрий Шевчук. У Шевчука была группа из трёх человек, которые исполняли политические песни. Сигачев играл в свадебной группе Геннадия Родина, которая базировалась в ДК «Авангард». Сигачев пригласил Шевчука присоединиться к его группе. Однако, по словам первого гитариста «ДДТ» Рустэма Асанбаева, впервые Юрия Шевчука привёл в ДК «Авангард» тогдашний руководитель группы Геннадий Родин в конце декабря 1979 года.
Так сложилась новая группа. В её состав вошли Юрий Шевчук, гитарист Рустем Асанбаев, басист Геннадий Родин, клавишник Владимир Сигачёв и барабанщик Ринат Шамсутдинов. Названия «ДДТ» ещё не было, группа назвалась «ансамбль под управлением Геннадия Родина». За барабанной установкой Шамсутдинова сменил Сергей Пастернаков (в другом источнике — Борис Пустарнаков), а на смену второму пришёл Рустем Каримов.

### Запись альбома
Группа начала с записи пробного магнитоальбома «ДДТ-1», все композиции которого, кроме «Чёрного солнца», в перезаписанном виде вошли в первый официальный альбом «Свинья на радуге». Пробник через Урала Хазиева (известного уфимского хиппи, коллекционера и знатока рок-музыки) как бутлег попал к Юрию Морозову и Майку Науменко, те сказали, что это «неплохо» и передали уфимским музыкантам привет. На «ДДТ-1» барабаны записал Сергей Пастернаков, на основном альбоме его сменил Рустам Каримов.
Благодаря участию во всесоюзном конкурсе молодых исполнителей «Золотой Камертон-82», проводимого газетой «Комсомольская правда», группа получила возможность осуществить запись на местном телевидении. Геннадий Родин принес вырезку и сообщил остальным, хотя никто не ожидал такого. Организовал мероприятие ведущий клуба «33 1/3» Юрий Филинов. Участники получили письма, в которых было условие: записать две-три песни, наиболее чётко выражавшие творческую индивидуальность. На аппаратуре местного телевидения были записаны «Не стреляй!», «Чёрное солнце» и «Инопланетянин». «Под шумок» группа записала весь альбом. В апреле 1982 года случился первый концерт в Уфимском нефтяном институте, закончившийся большим скандалом. Песня «Свинья на радуге» стала запрещённой. Через три месяца Шевчук поехал на финал конкурса в Москву один, без группы. Однако продолжения не последовало: становиться ВИА и исполнять песни советских композиторов музыканты «ДДТ» не собирались, а ничего другого устроители «Камертона» им предложить не могли.   
Запись альбома проводилась на Башкирском телевидении в Уфе (на двух одноканальных магнитофонах СТМ) весной 1982 года. Записывались в два приёма — сначала барабаны, бас, гитары, клавиши, потом — голоса, соло и одновременно сведение. Работа над альбомом продолжалась 3—4 дня, звукорежиссёр — Игорь Верещака. Для переиздания запись была восстановлена звукооператором Владимиром Кузнецовым.
Юрий Шевчук вспоминал, что первые два альбома группы — «Свинья на радуге» и «Компромисс» (1983) записывались методом наложения на бытовых магнитофонах (правда, фирменных, а потому хорошего качества).

## Песни
Песня «Чёрное солнце» значилась на магнитной ленте, но в альбом не вошла, однако присутствует на пробнике «ДДТ-1».
О песне «Свинья на радуге» Шевчук заметил: «Меня в КГБ спрашивали: „А свинья на радуге — это кто? Брежнев?“ — „Как вы догадались?!“ — отвечал я».
Антивоенная песня «Не стреляй!» появилась в 1980 году, после разговора с другом детства — младшим лейтенантом артиллерии Виктором Тяпиным, когда в Уфу привезли первые гробы с погибшими в ходе боевых действий в Афганистане. В интервью изданию «Коммерсантъ», в 2010 году, Шевчук говорил, что первый куплет хита написан им в соавторстве с художником Александром Спиридоновым, который просил не указывать его имя.
Песня «Дождь» написана в мае 1981 года Юрием Шевчуком в период дипломной работы художественно-графического факультета Уфимского педагогического института (ныне — Уфимский университет науки и технологий):
Это было в 1981 году… Была жара, тяжело, все плохо как-то… Сидел я в своей мастерской, писал дипломную работу. Захотелось какого-то дождя, праздника… И он грянул! Это был мой день рожденья — 16 мая… Грянул ливень… Я сел просто в трусах одних на подоконник, закурил, кругом струи текут… И написалась такая песня — «Дождь»…
В 1992 году «Дождь» перезаписан для альбома «Актриса Весна». Существует неизданный вариант песни 1984 года для альбома «Периферия».

## Список композиций
Автор песен — Юрий Шевчук (кроме отмеченной), аранжировки — DDT.

### Оригинальное издание
1. «Счастливый день» — 4:07
2. «За 50 копеек» — 2:01
3. «Безжизненный край» — 3:28
4. «Ночь» — 5:19
5. «История» — 3:45
6. «Блюз» — 8:10
7. «Свинья на радуге» — 1:23
8. «Рыба» (Владимир Сигачёв) — 5:14
9. «Бродяга» — 3:15
10. «Дождь» — 3:43
11. «Не стреляй» — 2:22
12. «Игра» — 2:34
13. «Инопланетянин» — 2:15
14. «Вечер» — 3:05
15. «Всё идёт своим чередом» — 3:50

### «Переиздание XXI век»
При оформлении допущена ошибка — список композиций на обложке отличается от содержимого диска.
1. «Счастливый день (Идиот)» — 4:07
2. «Не стреляй» — 2:23
3. «Безжизненный край» — 3:28
4. «Блюз» — 8:09
5. «Инопланетянин» — 2:15
6. «Рыба» (Владимир Сигачёв) — 5:14
7. «Игра» — 2:34
8. «Вечер» — 3:07
9. «Ночь» — 5:21
10. «Бродяга» — 3:11
11. «Дождь» — 3:44
12. «История» — 3:46
13. «Свинья на радуге» — 1:24
14. «За 50 копеек» — 2:02
15. «Всё идёт своим чередом» — 3:55
16. «Давайте что-нибудь придумаем» (бонус) — 2:20 (запись Ю. Федосова, г. Уфа, 1981 г.)

### Пробный альбом «ДДТ-1»
1. «Инопланетянин» — 2:17
2. «Чёрное солнце» — 4:32
3. «Безжизненный край» — 3:24
4. «За 50 копеек» — 2:28
5. «Игра» — 2:18
6. «История» — 4:21
7. «Не стреляй» — 3:09
8. «Всё идёт своим чередом» — 3:35
9. «Дождь» — 3:44

## Участники записи
- Юрий Шевчук — вокал, гитара, губная гармоника
- Владимир Сигачёв — клавишные, вокал
- Рустем Асанбаев — гитара, вокал
- Геннадий Родин — бас
- Рустам Каримов — ударные (альбом «Свинья на радуге»)
- Игорь Верещака — звукорежиссёр
- Владимир Кузнецов — звукорежиссёр (восстановление для «Переиздание XXI век»)
- Сергей Пастернаков — ударные (пробный альбом «ДДТ-1»)

## Отзывы
Андрей Бурлака пишет: уже тогда стало ясно, что «ДДТ» обладает значительным творческим потенциалом и вполне зрелым репертуаром, опиравшимся на песни Шевчука, Сигачёва и Асанбаева. Стилистически группа начала 1980-х годов балансировала между популярными в те времена хард-роком («Чёрное солнце»), рок-балладами («Не стреляй»), ритм-энд-блюзом («Всё идёт своим чередом», «Была суббота») и рок-н-роллом («Инопланетянин», «50 копеек»), хотя почти сразу в её музыке начали проявляться фольклорные мотивы, особенно заметные в фельетонно-частушечных номерах вроде самоироничной «Я завтра брошу пить», романса «Осень. Мёртвые дожди» или программной «Свиньи на радуге».
По мнению Артемия Троицкого, довольно странно, что русский рок почти не отреагировал на войну в Афганистане. Едва ли не единственная, написанная по горячим следам песня того периода, — «Не стреляй!» группы «ДДТ». Много лет позже Шевчук не дал разрешения на использование композиции в фильме «Брат 2».